# Barrack Young Controllers Football Club
Actualités
Le Barrack Young Controllers Football Club est un club liberien de football, basé à Monrovia, la capitale du pays. Il a été fondé en 1997.

## Palmarès
- Championnat du Liberia (4)
  - Vainqueur : 2013, 2014, 2016, 2018

- Coupe du Liberia (4)
  - Vainqueur : 2009, 2011, 2013, 2018.

- Supercoupe du Liberia (5)
  - Vainqueur : 2010, 2013, 2014, 2015 (réserve), 2018.
  - Finaliste : 2012 (réserve) et 2016.